# رشدية صينية
رشدية صينية (الاسم العلمي:Averrhoa sinica) هي نوع غير مؤكد من النباتات تتبع جنس الرشدية من الفصيلة الحماضية.